# Теноилтрифторацетон
Теноилтрифторацетон — органический  гетероциклический кетон, используемый в фармакологии  в качестве хелатирующего агента. Ингибитор клеточного дыхания, блокирует работу комплекса II.
Первое сообщение о подавлении дыхания этим веществом было сделано A. Л. Тапплом в 1960 году. Таппл ошибочно полагал, что ингибиторы подобные антимицину и алкилгидроксихинолин-N-оксиду возможно могут действовать путём хелатирования железа в гидрофобном окружении белков митохондриальной мембраны, поэтому он протестировал серию гидрофобных хелатирующих агентов. ТТФА действительно мощный ингибитор, но не из-за своей хелатирующей способности. Он связывается в сайте связывания хинона комплекса II, не давая связываться основному субстрату фермента. Первая атомная структура комплекса II на которой видно место связывания теноилтрифторацетона (PDB 1ZP0) была опубликована в 2005 году.